# 胡贺波
胡贺波（1972年5月—），湖南华容人，汉族，湖南财经学院经济学硕士、美国伊利诺伊大学芝加哥分校工商管理学硕士、湖南大学管理科学与工程专业管理学博士学位，中国共产党党员，中华人民共和国政治人物。第十三届全国人民代表大会、第十四届全国人民代表大会湖南地区代表。曾任，湘潭市人民政府市长。现任中共湘潭市委书记兼湖南省韶山管理局党委书记。

## 生平
1972年5月，胡贺波出生在湖南省华容县。1990年9月，胡贺波考入湖南财经学院（现湖南大学）经济管理系国际贸易专业，1994年毕业后进入湖南省财政厅文教行政处出任科员，1999年，胡贺波取得湖南财经学院企业管理专业经济学硕士学位，2001年考取国家公派留学资格，受国家留学基金资助到美国伊利诺伊大学芝加哥分校工商管理专业脱产学习，取得工商管理专业硕士学位。2016年4月升任党组成员、副厅长。2017年2月，胡贺波出任湖南财信金融控股集团有限公司党委书记、董事长。2018年2月24日，当选为第十三届全国人大代表。
2021年7月25日，湘潭市委召开全市领导干部大会，胡贺波任中国共产党湘潭市委员会委员、常委、副书记。2021年7月30日，湘潭市第十五届人民代表大会常务委员会第三十四次会议决定任命胡贺波出任湘潭市人民政府副市长、代理市长。8月17日升任中共湘潭市委书记，兼任湖南省韶山管理局党委书记。10月29日，辞去湘潭市市长职务，职务由李永亮代理。